# Чента-Сан-Николо
Чента-Сан-Николо (итал. Centa San Nicolò) — упраздённая коммуна в Италии, расположена в автономной области Трентино-Альто-Адидже, подчиняется административному центру Тренто. Ныне является фракцией коммуны Альтопьяно-делла-Виголана.
Население коммуны, на 31.12.2015 года, составляло 624 человека, плотность населения — 55,59 чел./км². Коммуна занимала площадь 11,23 км². 
Почтовый индекс — 38040. Телефонный код — 0461.
Покровителем коммуны посчитается святитель Николай Мирликийский, чудотворец, празднование 6 декабря.

## Демография
Динамика населения: